# Eudonia angustea
Eudonia angustea is een vlinder uit de familie grasmotten (Crambidae). De wetenschappelijke naam is voor het eerst geldig gepubliceerd in 1827 door Curtis.
De soort komt voor in Europa.